# Vertragsspieler

„Gehaltszettel“ eines Vertragsspielers für Mai 1952. Auszahlungsbetrag: 339,05 DM

Der Vertragsspieler war im deutschen Fußball der Oberligazeit bis 1963 ein Spieler, der sich vertraglich für eine oder mehrere Saisons an einen Verein band und dafür eine finanzielle Vergütung (offiziell „Entschädigung“) erhielt, jedoch ausdrücklich nicht als Berufsspieler galt. Vielmehr war die Entschädigung, bestehend aus Grundvergütung und Prämien, auf anfangs maximal 320 DM im Monat begrenzt und der Spieler musste eine Berufstätigkeit oder Ausbildung nachweisen.

## Vertragsspieler in der Oberligazeit (bis 1963)
Der Deutsche Fußball-Bund erließ das Vertragsspielerstatut im Jahr nach der Währungsreform, ungefähr zeitgleich mit der Gründung der Bundesrepublik Deutschland 1949, nachdem die Oberliga Süd bereits in der Saison 1948/49 aus eigener Initiative den Vertragsfußball eingeführt hatte. Die Stadtliga Berlin folgte erst 1950, während im DDR-Fußball ein anderer Weg eingeschlagen wurde (und die Vereine aus Ost-Berlin die gemeinsame Stadtliga verlassen mussten).
Der DFB schränkte damit zum ersten Mal seit seiner Gründung im Jahre 1900 das bis dato strikte Beharren auf dem Amateurideal ein und ließ einen Kompromiss zu, der von Beginn an den Charakter einer Zwischenlösung hatte. Beeinflusst war die Entscheidung von verschiedenen (wenngleich unrealistischen) Plänen, einen Profi-Spielbetrieb außerhalb des DFB einzuführen. Es gab sie bereits Anfang der 1930er Jahre. In den Nachkriegsjahren wurden sie wieder aufgenommen, man wollte ihnen aber vorbeugen. 1947 entwarf ein süddeutscher Oberliga-Ausschuss die Grundzüge: „...nicht Berufsfußball im reinsten Sinne, sondern ´Vertragsfußballer´ nach Schweizer Muster. Also: Spieler mit bürgerlichem Beruf, die jedoch Spielentschädigungen und Prämien erhalten.“ Dieses sei ein „Modus, der bis zum endgültigen Berufsspielertum (Währungsreform?) die heiklen Verhältnisse in ein besseres Licht rücken soll.“ Dieser größere Schritt sollte jedoch erst ab 1963 mit dem Lizenzspieler in der Bundesliga folgen. Bis dahin wurde lediglich die Höhe der erlaubten Zuwendungen schrittweise angepasst.
Neben der Begrenzung der erlaubten Zahlungen an die Spieler (in der Realität oft insgeheim überschritten) gab es weitere Restriktionen. So verlängerte sich der Vertrag eines Spielers automatisch, wenn er nicht drei Monate vor Ablauf von ihm selbst oder vom Verein gekündigt wurde. Kündigte der Spieler fristgerecht, so lag es dennoch im Ermessen des Vereins, ob er ihn für einen anderen Vertragsverein freigab. Erteilte der Verein die Freigabe nicht, so musste der Spieler gegenüber den zuständigen DFB-Gremien nachweisen, dass er einen triftigen beruflichen oder privaten Grund für einen Ortswechsel besaß. Andernfalls drohte eine Sperre für die komplette folgende Saison oder dem Spieler blieb nur die Reamateurisierung, sofern er nicht doch das Trikot seines bisherigen Clubs wieder überstreifte.
Obwohl nicht als Profi akzeptiert, verlor der Vertragsspieler seinen Amateurstatus. Er konnte daher nicht in unteren Mannschaften seines Vereins eingesetzt werden. Die Vereine wiederum durften in den beiden Jahren 1953 und 1954 nur noch insgesamt sechs Spieler, ab 1955 dann pro Saison drei Spieler von anderen Vertrags- oder Amateurvereinen neu verpflichten. Nicht angerechnet auf das Kontingent wurden „vereinseigene“ Amateure und Jugendliche, also solche, die eine gewisse Mindestzeit im Verein waren. Die Transferzeit war auf sechs bis acht Wochen der Sommerpause beschränkt, nach Saisonbeginn waren Veränderungen im (durchweg kleinen) Spielerkader nicht mehr möglich. Diese Deckelungen wurden später auch in das erste Bundesligastatut übernommen und erst ab 1968 nach und nach abgeschafft.
Im Dezember 1961 fällte das Bundessozialgericht ein zentrales Urteil zum Vertragsspielerstatus. Darin wurde entschieden, dass Vertragsspieler als Angestellte einer professionellen, d. h. auch unter Berücksichtigung der Bemessungsgrenzen einer sozialversicherungspflichtigen Tätigkeit nachgehen und in einem abhängigen Beschäftigungsverhältnis stehen.
In der Nationalelf des DFB liefen ab dem Wiederbeginn der Länderspiele 1950 fast nur Vertragsspieler auf (allerdings setzte Bundestrainer „Sepp“ Herberger wiederholt unterklassig spielende Amateure ein, zum Beispiel Willi Schulz oder Herbert Schäfer). Als erster Vollprofi kam erst gegen Ende der Oberligazeit Horst Szymaniak zum Einsatz, damals jedoch als so genannter Italien-Legionär. Bis dahin wurden die wenigen im Ausland spielenden Profis – unter ihnen Bert Trautmann, Ludwig Janda und Horst Buhtz –  nicht in die Nationalmannschaft berufen. Der deutsche Vertragsspieler lebte später in modifizierter Form in der Fußball-Regionalliga, noch später und zum Teil bis heute als Vertragsamateur in unteren Spielklassen weiter.